# Horst Pietschmann
Horst Pietschmann (* 30. September 1940 in Bremen) ist ein deutscher Historiker. Er lehrte von 1985 bis 2005 als Professor für Geschichte Lateinamerikas an der Universität Hamburg.

## Leben und Wirken
Horst Pietschmann legte 1960 am Neusprachlichen Gymnasium in Oberhausen das Abitur ab und studierte dann Geschichte, Romanistische Philologie, Philosophie und Pädagogik an der Universität zu Köln. Von 1964 bis 1966 war er DAAD-Stipendiat in Mexiko-Stadt und Sevilla. Im Jahr 1969 wurde er an der Universität zu Köln mit einer von Richard Konetzke angeregten und betreuten Untersuchung über die Einführung des Intendantensystems in Neu-Spanien promoviert. Von 1969 bis 1979 war er als Wissenschaftlicher Assistent tätig. Im Jahre 1977 erfolgte in Köln auch seine Habilitation. Es folgten Lehrstuhlvertretungen 1978 an der Universität Bielefeld und 1979/1980 an der Universität Hamburg. Von 1982 bis 1985 lehrte er als Professor für Iberische und Lateinamerikanische Geschichte an der Universität zu Köln.
Pietschmann trat 1985 die Nachfolge von Inge Buisson als Professor für Geschichte Lateinamerikas am Historischen Seminar der Universität Hamburg an. Von 1994 bis 1996 war er Sprecher (Dekan) des Fachbereichs Geschichtswissenschaften. Von 2000 bis 2005 hatte er die Leitung des Lateinamerika-Zentrums der Universität Hamburg inne. Von 2000 bis 2003 war er Mitglied des Akademischen Senats der Universität Hamburg. Pietschmann war 2003/04 Inhaber des Lehrstuhls „Wilhelm und Alexander von Humboldt“ am Colegio de México und der Universidad Nacional Autónoma de México (UNAM). Im Jahre 2005 wurde er emeritiert. Zu seinen bedeutendsten akademischen Schülern gehörten Peer Schmidt, Renate Pieper und Ulrich Mücke. Sein Nachfolger in Hamburg als Professor für Geschichte Lateinamerikas wurde 2007 Ulrich Mücke.
Pietschmann ist verheiratet und hat einen Sohn. Er lebt mit Hauptwohnsitz in Köln. Elf Aufsätze aus den Jahren von 1972 bis 1999 wurden 2000 zum 60. Geburtstag von Jochen Meißner, Renate Pieper und Peer Schmidt herausgegeben.
Unter Pietschmann wurde Hamburg in Deutschland zu einem der bedeutendsten Orte der historischen Lateinamerikaforschung. Pietschmann legte fast 300 Publikationen vor. Dabei bearbeitete er schwerpunktmäßig zwei Themenfelder. Im ersten Themengebiet widmete er sich der Kolonialgeschichte und ging der Frage nach den Strukturen des spanischen Kolonialreiches nach. Pietschmann hob die Bedeutung der spanischen Kolonialverwaltung sowohl für die Geschichte der Frühen Neuzeit als auch für die Entwicklung der Unabhängigkeit hervor. Im zweiten Themenfeld erweiterte er die Vorstellung der atlantischen Geschichte um die lateinamerikanische Dimension. Dabei verstand er den Atlantik als ein größeres System und plädierte dafür, neben den englischen und französischen auch die iberischen Kolonien zu berücksichtigen. Von Pietschmann wurde wesentlich das Handbuch zur Geschichte Lateinamerikas (3 Bände, Stuttgart 1992–1994) initiiert und herausgegeben. Von 1987 bis 1988 lehrte er als Gastprofessor an der Université Bordeaux III. Im Sommersemester 1993 war er Gastprofessor an der Universität Complutense Madrid. Er war ab 1964 für viele Jahre Schriftleiter des Jahrbuchs für Geschichte Lateinamerikas. Er legte 2001 mit Walther L. Bernecker zur Geschichte Portugals eine Darstellung vor, die 2014 in dritter Auflage erschien.
Für seine Forschungen wurden Pietschmann zahlreiche wissenschaftliche Ehrungen und Mitgliedschaften zugesprochen. Im Jahr 1987 wurde ihm der Mexikanische Orden vom Aztekischen Adler verliehen. Er war von 1993 bis 1996 Präsident der Vereinigung Europäischer Lateinamerika-Historiker. Von 1993 bis 1996 und von 1998 bis 2001 war er Vizepräsident des Instituto Internacional de Historia del Derecho Indiano. Pietschmann wurde 1990 Mitglied der Europäischen Akademie der Wissenschaften und Künste. Von 1996 bis 2005 war er Mitglied der Joachim-Jungius-Gesellschaft der Wissenschaften, danach Mitglied der Akademie der Wissenschaften in Hamburg.
Pietschmann wurde korrespondierendes Mitglied der Academia Nacional de la Historia in Argentinien (1981), der Real Academia de la Historia in Spanien (1997), der Academia Chilena de la Historia in Chile 1990, der Academia Mexicana de la Historia in Mexiko-Stadt (1997), der Academia de Geografía e Historia de Guatemala (2004), der Real Academia Hispano Americana de Ciencias, Artes y Letras in Cádiz in Spanien (2010). Im Jahre 2007 wurde ihm der Preis der Vereinigung für Vergleichende Überseegeschichte verliehen. 2008 wurde er außerdem Mitglied der Academia Europaea in London. Er war Mitglied der Vereinigung für Verfassungsgeschichte.

## Schriften (Auswahl)
- Die Einführung des Intendantensystems in Neu-Spanien im Rahmen der allgemeinen Verwaltungsreform der spanischen Monarchie im 18. Jahrhundert (= Lateinamerikanische Forschungen. Band 5). Böhlau, Köln 1972, ISBN 3-412-95172-2 (Vollständig zugleich: Köln, Universität, Dissertation, 1968–1969).
- Staat und staatliche Entwicklung am Beginn der spanischen Kolonisation Amerikas (= Spanische Forschungen der Görresgesellschaft. Reihe 2, Bd. 19). Aschendorff, Münster 1980, ISBN 3-402-05820-0 (Zugleich: Köln, Universität, Habilitations-Schrift, 1977).
- Die staatliche Organisation des kolonialen Iberoamerika. Klett-Cotta, Stuttgart 1980, ISBN 3-12-911410-6.
- mit Walther L. Bernecker: Geschichte Portugals. Vom Spätmittelalter bis zur Gegenwart. 3., aktualisierte und erweiterte Auflage. Beck, München 2014, ISBN 978-3-406-66375-8.

Aufsatzsammlung
- Mexiko zwischen Reform und Revolution. Vom bourbonischen Zeitalter zur Unabhängigkeit (= Beiträge zur Kolonial- und Überseegeschichte. Band 80). Herausgegeben von Jochen Meißner, Renate Pieper, Peer Schmidt. Steiner, Stuttgart 2000, ISBN 3-515-07796-0.